# Institut Bauen und Umwelt
Das Institut Bauen und Umwelt e.V. (IBU) ist ein deutscher Verein, der ein Programm zur Vergabe von Umweltdeklarationen des Typs III nach ISO 14025 und EN 15804 (engl. Environmental Product Declaration, kurz EPD) für Baustoffe betreibt. EPDs bilden die Datengrundlage für Gebäudezertifizierungssysteme wie dem DGNB-Zertifizierungssystem der Deutschen Gesellschaft für Nachhaltiges Bauen oder dem Bewertungssystem Nachhaltiges Bauen für Bundesgebäude (BNB) des Bundesministeriums für Verkehr, Bau und Stadtentwicklung (BMVBS). Das IBU ist der einzige öffentlich anerkannte Programmbetreiber in Deutschland, der branchenübergreifend EPDs für den Bausektor erstellt und veröffentlicht.

## Allgemeines

### Geschichte des IBU
Das Institut ging im Jahr 2007 aus der Arbeitsgemeinschaft Umweltverträgliches Bauprodukt e.V. (AUB) hervor.

### Mitglieder
Zu den Mitgliedern zählen Produkthersteller und Herstellerzusammenschlüsse aller Material- und Werkstoffbereiche aus dem In- und Ausland. Stand Februar 2015 sind 160 ordentliche Mitglieder eingeschrieben.

### Leitbild
Gebäude und bauliche Anlagen verursachen infolge ihrer Herstellung, Errichtung, Nutzung und Entsorgung ca. 30 % der Energie- und Stoffströme sowie der Wirkungen auf die Umwelt (Stand 2009). Im Zusammenhang mit der Umsetzung der Prinzipien einer nachhaltigen Entwicklung kommt dem Bauwesen bei der Ressourcenschonung und Umweltentlastung deshalb eine zentrale Bedeutung zu. Die Beherrschung und Beeinflussung des Lebenszyklus von Gebäuden wird damit zu einem zentralen Anliegen der nachhaltigen Gestaltung der gebauten Umwelt.
Um Variantenvergleiche und die daraus folgende Lebenszyklusorientierte Optimierung von Gebäuden zu erreichen, sind belast- und vergleichbare Informationen über die einzelnen Komponenten und Bauteile eines Gebäudes nötig. Das Institut Bauen und Umwelt e.V. stellt diese Informationen in Form von unabhängig geprüften und der internationalen Normung entsprechenden EPDs zur Verfügung. In diesem Sinne fördert das IBU die Nachhaltigkeit bzw. die nachhaltige Entwicklung im Bausektor, insbesondere unter den Gesichtspunkten der Umwelt- und Gesundheitsverträglichkeit von Bauprodukten und Bauteilen.

## Organe
Die Organe des Vereins sind:
- der Gesamtvorstand
- die Mitgliederversammlung

### Gesamtvorstand
Der Gesamtvorstand besteht aus:
- dem engeren Vorstand
- den 3 bis 7 Beisitzern

Der Vorstand wirkt unparteiisch. Er hat Geschäfts- und Betriebsvorgänge der Mitglieder, die ihm zur Kenntnis gelangen, vertraulich zu behandeln.
Der engere Vorstand ist Vorstand im Sinne des § 26 BGB. Er besteht aus zwei Mitgliedern. Dem engeren Vorstand obliegt gemeinsam mit den Beisitzern die Führung des Vereins und die Entscheidung grundsätzlicher Fragen, soweit hierzu nicht die Mitgliederversammlung nach der Satzung des IBU berufen ist.

### Mitgliederversammlung
Die Mitgliederversammlungen werden durch die Geschäftsführung und/oder den engeren Vorstand einberufen und durch den engeren Vorstand geleitet. Die Mitgliederversammlung tritt alljährlich mindestens einmal zusammen (ordentliche Mitgliederversammlung).

### Der Sachverständigenrat (SVR)
Die Mitglieder des Sachverständigenrates kommen aus der Wissenschaft, dem BMU, dem Umweltbundesamt und aus Prüfinstituten.
Der Sachverständigenrat
- ist sachlich und fachlich unabhängig.
- hat das Vorschlagsrecht für die Abberufung und Benennung von SVR-Mitgliedern.
- wählt aus den eigenen Reihen einen Vorsitzenden.

Der SVR agiert als unabhängiger Dritter. Er prüft die Ergebnisse des Produktgruppenforums (s. u. Methodik der EPD-Erstellung) und vermittelt als neutrale Instanz bei Interessenkonflikten.
Bei der Prüfung der Produktdeklarationsregeln (Product Category Rules, PCR) stellt er vor allem deren Vollständigkeit im Hinblick auf die bedeutendsten Umweltwirkungen der jeweiligen Produktgruppe sicher. Konsistenz zwischen den Produktgruppen und die Integration verschiedener Interessengruppen sind weitere Aspekte der Prüfung.
Sobald Umwelt-Produktdeklarationen auf Basis bestehender PCR-Dokumente vorliegen, erfolgt die Prüfung auf Vollständigkeit, Plausibilität und die Erfüllung aller Anforderungen an die Datenqualität. Die Prüfung erfolgt durch unabhängige Verifizierer, die durch den SVR bestellt werden.

### Präsident
Der Präsident repräsentiert den Verein. Er wird für zwei Jahre durch die Mitgliederversammlung gewählt.

## Zweck und Aufgaben des Vereins
- Die Erstellung von Umweltproduktdeklarationen nach ISO 14025 und EN 15804: Typ III, die sich an den einschlägigen internationalen technischen Regeln orientieren. Dabei steht die Prüfung und Erklärung der Umwelt- und Gesundheitsverträglichkeit von Produkten und Bauteilen entsprechend den gesetzlichen Anforderungen im Vordergrund. Als Bestätigung für die durchgeführte Umweltproduktdeklaration und die bestandene Überprüfung durch den Sachverständigenrat wird das Zeichen des Institut Bauen und Umwelt verliehen.
- Information der Allgemeinheit sowie der Mitglieder über wesentliche Entwicklungen, die das nachhaltige Bauen, insbesondere die Umwelt- und Gesundheitsverträglichkeit von Bauprodukten und Bauteilen betreffen.
- Durchführung, Begleitung oder Unterstützung von öffentlichen Veranstaltungen, die die Themen Nachhaltigkeit, und insbesondere die Gesichtspunkte Umwelt- und Gesundheitsverträglichkeit in Verbindung mit Bauprodukten, Bauteilen und Bauwerken zum Inhalt haben.
- Anregung und Unterstützung sowie Veröffentlichung von Forschungsarbeiten, Untersuchungen und Erhebungen.

## Methodik der EPD-Erstellung

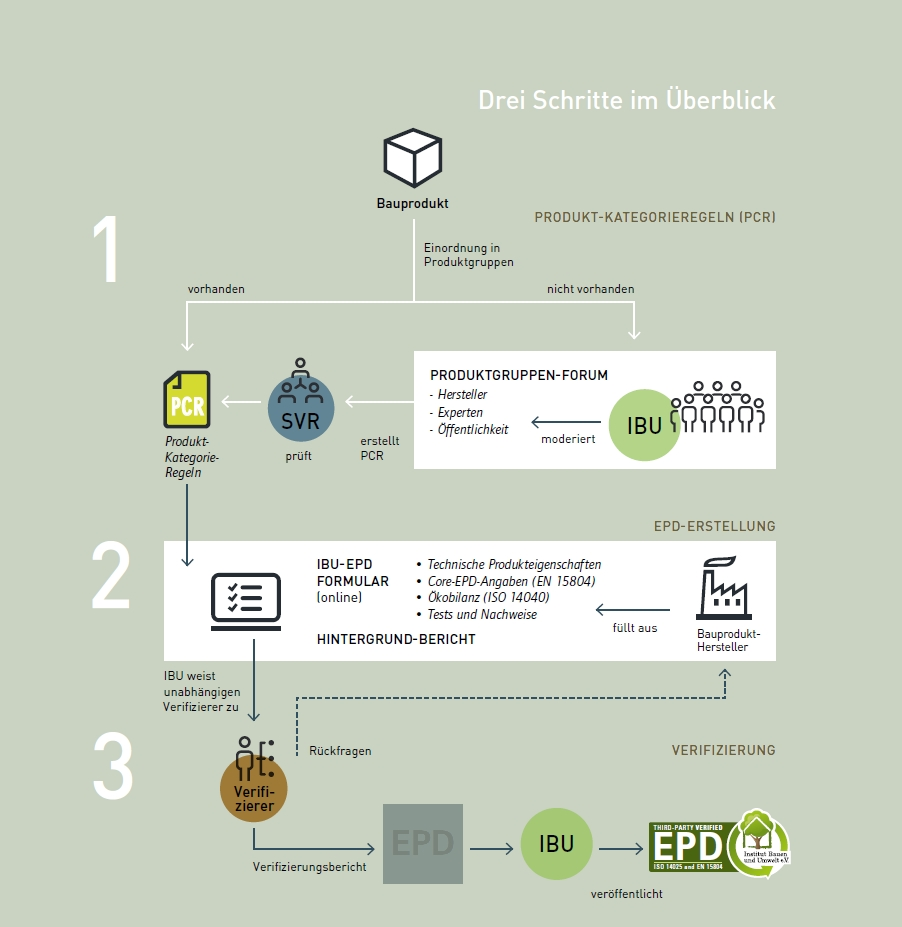
3 Schritte der EPD-Erstellung im IBU-Deklarationsprogramm

Umwelt-Produktdeklarationen des IBU werden in einem dreistufigen Verfahren erstellt, an denen jeweils verschiedene Akteure beteiligt sind. Ziel dieses Vorgehens ist es, durch Beteiligung unabhängigen Sachverständigenausschuss sowie der Öffentlichkeit ein hohes Maß an Transparenz sicherzustellen.
- Im ersten Schritt wird in einem Produktgruppenforum, das aus Experten und Herstellern besteht sowie vom IBU moderiert wird, ein Entwurf für ein PCR (Product Category Rules)-Dokument erstellt. Die Produktgruppe wird definiert und die charakteristischen Umweltwirkungen werden identifiziert. Das Verfahren zur Quantifizierung dieser Umweltwirkungen und die zu erbringenden Nachweise werden den zukünftigen Antragstellern vorgegeben. Parallel zur Entwurfserstellung informiert das Institut Bauen und Umwelt die Öffentlichkeit über das neue Produktgruppenforum, um Anregungen weiterer Interessierter bereits in die Entwurfsphase einfließen zu lassen. Der PCR-Entwurf wird durch einen Sachverständigenausschuss auf Konsistenz zwischen den Produktgruppen und Vollständigkeit der Anforderungen an die Hersteller geprüft. Zudem wird der Entwurf (wiederum unter Moderation des Instituts) mit Planern, Bauträgern, Behörden und weiteren Interessierten in einem Forum diskutiert. Kritik von Seiten Dritter wird durch Verbesserungen des Entwurfs umgesetzt. Existiert bei Antragsstellung bereits ein PCR-Dokument für die entsprechende Produktgruppe, dann entfällt dieser Schritt.

- Im zweiten Schritt wird die eigentliche Deklaration erstellt. Hierzu werden vom Hersteller alle im PCR-Dokument geforderten Informationen zur Verfügung gestellt und Nachweise über erfolgte Prüfungen erbracht. Prüfverfahren und Ökobilanzmethodik sind einheitlich im PCR-Dokument geregelt.

- Im dritten Schritt wird die Deklaration geprüft. Das IBU organisiert die Prüfung der einzelnen Deklarationen durch unabhängige Dritte – die Verifizier. Diese Einzelfallprüfung gewährleistet  die Objektivität und Qualität des Deklarationsverfahrens. Der Programmhalter Institut Bauen und Umwelt nimmt keinerlei Einfluss auf die Bestätigung der Deklaration, sondern veröffentlicht lediglich die Deklarationen, die von den Verifiziern freigegeben wurden.

## Zusammenfassung Umweltdeklaration Typ III (EPD)
EPDs
- wenden sich an Gewerbe, Handel und Endverbraucher.
- beruhen auf einer Ökobilanz.
- liefern umfangreiche quantitative und verifizierte Informationen.
- stellen Umweltwirkungen dar, ohne zu werten.
- sind für alle Produkte und Dienstleistungen geeignet.
- ermöglichen Datenaggregation entlang einer Wertschöpfungskette.
- erfordern eine unabhängige Verifizierung durch Dritte.
- können für Ausschreibung und Vergabe verwendet und gefordert werden.

## Produktbezogene Normen
National und international gibt es eine Vielzahl von Normen bzgl. der Deklaration von Produkten. Sie gehören der Normenreihe ISO 14000 an.

### Normenreihe DIN 14020
Gibt Anleitung zur Umweltkennzeichnung und Umweltdeklaration

### Normenreihe ISO 14040
Gibt Anleitung zur Erarbeitung von Ökobilanzen.

### Fachbericht DIN FB ISO/TR 14062
Stellt Konzepte zur Einbeziehung von Umweltaspekten in die Produktentwicklung bereit.